# Jerzy Tabeau
Jerzy Tabeau (n. 18 decembrie 1918, Zabolotiv, Republica Populară a Ucrainei Occidentale – d. 11 mai 2002, Cracovia, Polonia) a fost un medic polonez. A participat la mișcarea de rezistență împotriva ocupației germane și de aceea a fost deținut în lagărul de concentrare Auschwitz. A fost printre foarte puținii care au evadat de acolo, fiind printre primii care au informat despre realitățile lagărului.

## Elemente biografice
Jerzy Tabeau a terminat liceul în 1936 și a urmat studii de medicină într-o primă perioadă până în 1939, când a izbucnit Al Doilea Război Mondial.
După ce Polonia a fost ocupată de trupele germane, Tabeau a intrat în mișcarea de rezistență. Cu identitatea falsă Jerzy Wesołowski, difuza presă clandestină în Cracovia. A fost arestat de Gestapo în 1942 și deținut mai întâi la închisoarea Montelupich din acest oraș, iar în 27 martie a aceluiași an a fost dus la Auschwitz.
În lagăr, Tabeau a fost înregistrat ca deținut politic cu identitatea lui falsă, și a primit numărul 27273. A îndurat aceleași suferințe ca cei mai mulți deținuți: munca forțată epuizantă, teroarea impusă de gardieni, foamea, frigul, bolile. S-a îmbolnăvit de pneumonie și pleurezie, ajungând la așa-zisul spital al lagărului Auschwitz I. S-a vindecat și a rămas în spital ca infirmier. Acolo a avut o viață mai bună până când, în vara lui 1942 s-a îmbolnăvit de tifos și a fost „selectat” de un medic SS-ist pentru a fi ucis. A avut norocul ca un deținut cu o funcție de șef în spital să insiste pe lângă alt medic SS-ist ca să-l scutească de selecție, și acesta a acceptat. Tabeau s-a vindecat și a rămas în continuare infirmier acolo până în aprilie 1943, când a fost mutat ca însărcinat cu scriptele pentru spital în lagărul romilor din Auschwitz II-Birkenau.
În iulie 1943, cinci deținuți polonezi, printre care Tabeau, au început să se pregătească pentru evadare. În 19 noiembrie 1943 au reușit să evadeze doi, Tabeau și Roman Cieliczko, scurtcircuitând gardurile de sârmă ghimpată și tăindu-le.
După o perioadă în care s-a ascuns la Zakopane, Tabeau s-a întors la Cracovia și a reluat activitatea în rezistență, în cadrul mișcării Partidului Socialist Polonez. A intrat într-o unitate a Armatei Teritoriale (Armia Krajowa) care acționa în pădurile de la poalele Munților Tatra. A fost rănit într-o luptă din octombrie 1944.
După război, între 1945 și 1947 a continuat și a terminat studiile de medicină.
În 17 septembrie 1947, Tabeau a depus mărturie în fața unei comisii juridice poloneze de investigare a crimelor de război naziste, împotriva unor medici SS-iști de la Auschwitz. A fost de asemenea martor la procesele de la Frankfurt⁠(d), din 1963-1965, ale unor criminali de război naziști.
A făcut carieră la Cracovia ca medic cardiolog. A devenit doctor docent, fiind și directorul unui spital între 1968 și 1990.
Pentru activitatea sa în rezistență, Jerzy Tabeau a fost decorat cu Crucea Grunwald, Crucea partizanilor⁠(d) și ordinul Polonia Restituta în grad de cavaler.

## Raportul lui Tabeau
După evadare, în decembrie 1943 și ianuarie 1944, Tabeau a redactat un raport cu tot ce cunoștea despre Auschwitz. În martie 1944 a reușit să treacă prin Slovacia și să-și ducă raportul în Ungaria, ca să ajungă la conducerea comunității evreiești de acolo, după care s-a întors în Polonia. Mai târziu, raportul a ajuns în Elveția, fiind multiplicat și difuzat în august 1944, mai ales de către organizații evreiești și guvernul polonez în exil.
Raportul lui Tabeau a ajuns și la Washington, D.C., la Biroul Refugiaților de Război⁠(d) instaurat de președintele Franklin Delano Roosevelt. Biroul l-a inclus într-un document care va fi cunoscut mai târziu ca Auschwitz Protocols sau Auschwitz Reports (Rapoarte despre Auschwitz). La 18 noiembrie 1944, biroul a transmis documentul cu cele trei rapoarte presei americane, sub formă de text dactilografiat, iar la 26 noiembrie l-a publicat într-o broșură de 30 de pagini.
Raportul lui Tabeau constituie a doua și ultima parte a textului dactilografiat și a broșurii, în aceasta cu titlul Report No. 2 Transport (The Polish Major's Report) (Raport nr. 2 Transport (Raportul maiorului polonez). Prima parte a lor, în broșură cu titlul Report No. 1 The Extermination Camps of Auschwitz (Oswiecim) and Birkenau in Upper Silesia (Raport nr. 1 Lagărele de exterminare de la Auschwitz (Oswiecim) și Birkenau din Silezia Superioară), cuprinde de fapt două rapoarte de la alți evadați: cel al evreilor din Slovacia Walter Rosenberg (Rudolf Vrba) și Alfréd Wetzler, cunoscut ca Raportul Vrba–Wetzler, și cel al evreului din Slovacia Arnošt Rosin și al evreului din Polonia Czesław Mordowicz. Cele trei rapoarte nu apar în ordinea cronologică a redactării lor, ci în ordinea importanței pe care le-au acordat-o comunitățile afectate și Aliații din Al Doilea Război Mondial. Au fost folosite de acuzare prima oară în procesul de la Nürnberg al criminalilor de război naziști.
Cronologic, raportul lui Tabeau a fost primul din care reieșea caracterul de genocid al uciderii evreilor la Auschwitz, aceasta fiind comisă deliberat, sistematic, în masă, indiferent de sex și de vârstă, mai ales prin gazare, numai pentru că erau evrei. El estima numărul acestora la 1,5 milioane. De altfel, încă din 1941 au apărut informații care s-au tot înmulțit până în 1944, despre transformarea treptată a lagărului din unul de concentrare în unul de exterminare, dar cele de până la raportul lui Tabeau dădeau seamă despre exterminarea deținuților polonezi, a prizonierilor de război sovietici și a evreilor pe același plan, fără să reiasă din ele specificitatea exterminării evreilor.

## Legătură externă
- pl  Oral history interview with Jerzy Tabeau (Interviu de istorie cu Jerzy Tabeau), collections.ushmm.org, 14 septembrie 1994 (accestat la 1 iunie 2024)